# Maikäfer flieg (Film)
Maikäfer flieg ist ein österreichischer Spielfilm von Mirjam Unger aus dem Jahr 2016. Das Drehbuch basiert auf dem autobiografischen Roman Maikäfer, flieg!: Mein Vater, das Kriegsende, Cohn und ich von Christine Nöstlinger aus dem Jahr 1973.
Die Premiere erfolgte am 8. März 2016 auf der Diagonale in Graz, Kinostart war in Österreich am 11. März 2016. In Deutschland kam der Film am 27. April 2017 in die Kinos. ORF-Premiere war am 25. Oktober 2017. Auf 3sat wurde der Film am 4. September 2020 ausgestrahlt.

## Handlung
Ein Mädchen steht in den Trümmern und schaut durch eine Christbaumkugel, dabei singt sie das Lied Maikäfer flieg.
In Wien wird gegen Ende des Zweiten Weltkrieges das Haus der Göths in Hernals bei Luftangriffen getroffen und schwer beschädigt. Die Mutter der achtjährigen Christine nimmt daher das Angebot von Frau von Braun, der Witwe eines Nationalsozialisten, an, mit ihren beiden Töchtern in eine Villa in Neuwaldegg zu ziehen, während die Großeltern in der zerbombten Wohnung bleiben. Christines Vater wurde als Soldat der Wehrmacht an den Beinen schwer verwundet, er desertiert mit Granatsplittern im Bein aus dem Lazarett und kehrt zu seiner Familie zurück. Als Deserteur muss er zunächst sowohl vor den deutschen als auch vor den sowjetischen Soldaten versteckt werden. Nach der Kapitulation der Wehrmacht quartieren sich in der Villa sowjetische Besatzungssoldaten ein. Während sich die meisten vor den Soldaten mit ihrer unberechenbaren Art und ihrer ständigen Betrunkenheit fürchten, freundet sich Christine mit dem sowjetischen Feldkoch Cohn an. Cohn bringt Christine mit einem Pferdefuhrwerk zu ihren Großeltern und verspricht ihr, sie bald wieder abzuholen, um sie in die Villa zurückzubringen, taucht jedoch nicht mehr auf. Stattdessen holt sie ihr Vater ab, denn Cohn wurde verhaftet, weil er für einen Deserteur gehalten wurde. Nach dem Abzug der Roten Armee ziehen die Göths aus der Villa aus.
Christine singt noch einmal das Lied Maikäfer, flieg, dieses Mal auf Russisch.

## Produktion
Die Dreharbeiten fanden von Juni bis August 2015 in Wien, Niederösterreich und Südtirol statt. Unterstützt wurde der Film vom Österreichischen Filminstitut, vom Filmfonds Wien, der Business Location Südtirol (BLS), dem Filmstandort Österreich (FISA) und vom Land Niederösterreich, beteiligt war der Österreichische Rundfunk. Produziert wurde der Film von KGP – Kranzelbinder Gabriele Production. Für den Ton zeichnete Dietmar Zuson, gemeinsam mit Thomas Pötz und Sebastian Watzinger, verantwortlich, für das Kostümbild Caterina Czepek und für das Szenenbild Katharina Wöppermann.
Der Film wurde 2017 im Rahmen der Edition österreichischer Film von Hoanzl und dem Standard auf DVD veröffentlicht.

## Auszeichnungen und Nominierungen

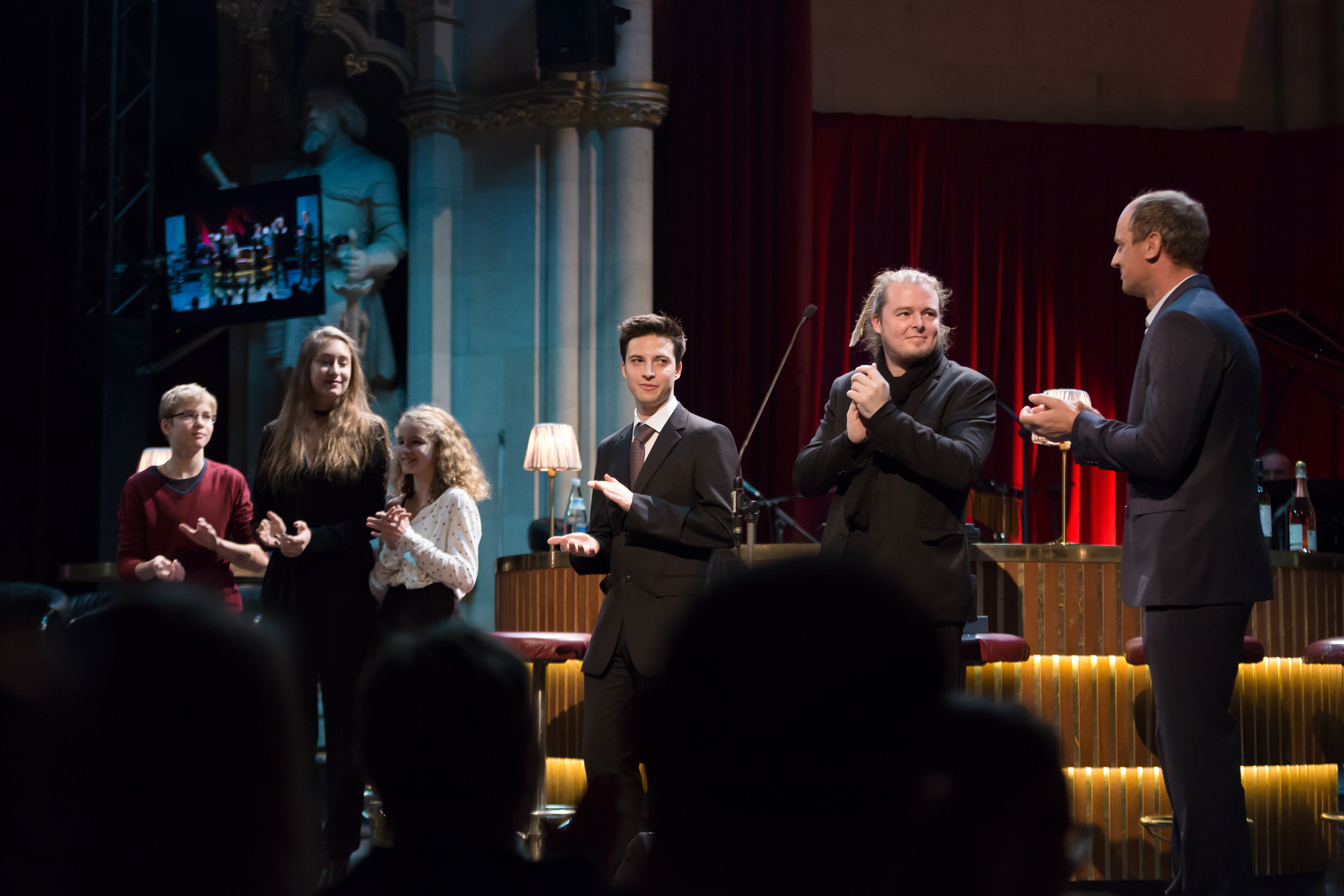
Lino Gaier, Paula Brunner, Zita Gaier, Sebastian Watzinger, Thomas Pötz und Dietmar Zuson beim Österr. Filmpreis 2017

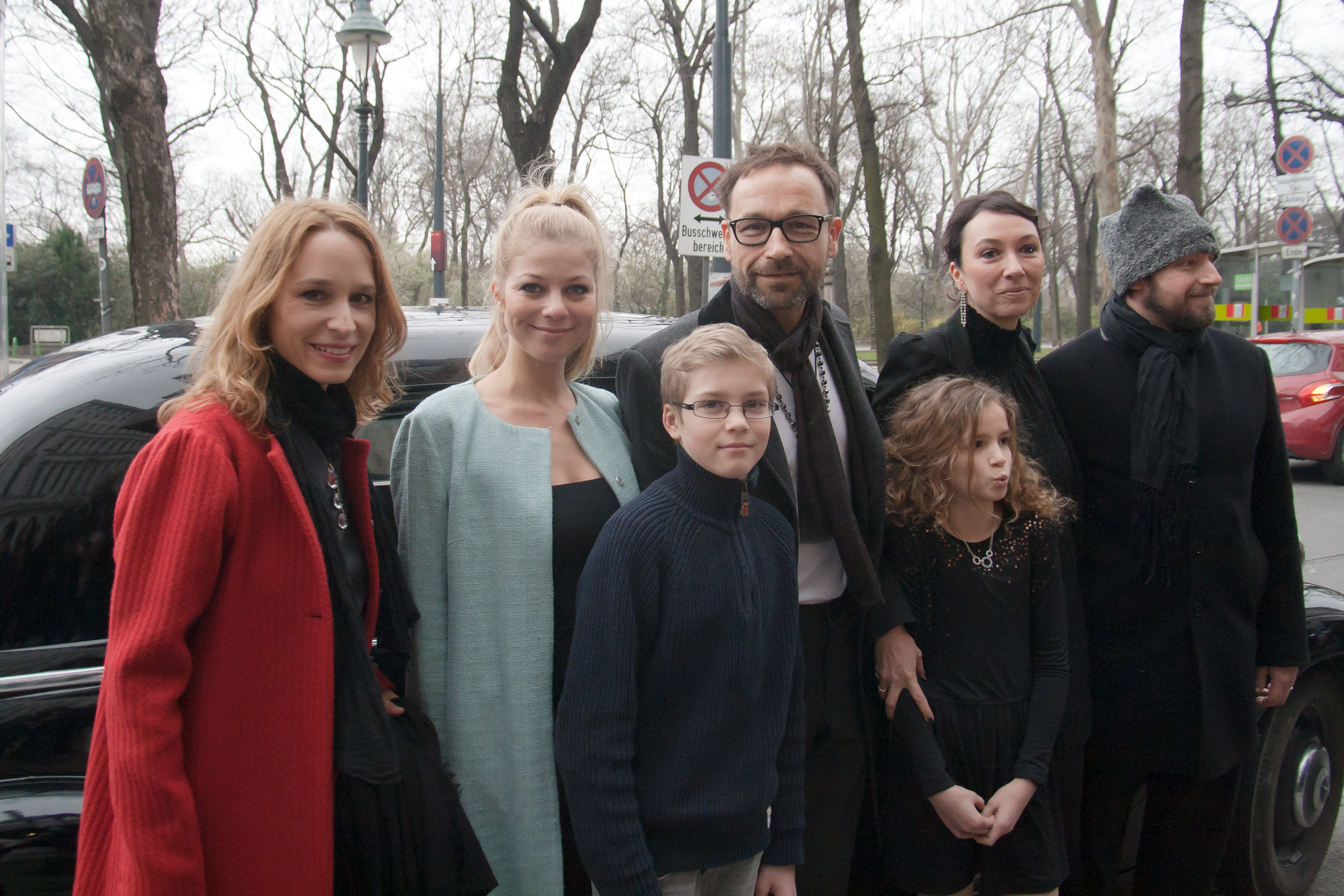
Mirjam Unger, Hilde Dalik, Zita und Lino Gaier, Ursula Strauss, Gerald Votava u. a. bei der Wien-Premiere (2016)

- 2016: Diagonale-Schauspielpreis an Ursula Strauss
- 2016: Thomas-Pluch-Drehbuchpreis – Nominierung für den Hauptpreis[10]
- 2017: Österreichischer Filmpreis 2017
  - Nominierung – Beste weibliche Nebenrolle: Krista Stadler
  - Auszeichnung – Bestes Kostümbild: Caterina Czepek
  - Auszeichnung – Beste Tongestaltung: Dietmar Zuson, Thomas Pötz und Sebastian Watzinger
- 2017: Romyverleihung 2017 – Nominierung in den Kategorien Bester Kinofilm und Bestes Buch Kino-Film[11]
- 2017: Filmkunstfest Mecklenburg-Vorpommern – LEO-Kinder und Jugendpreis[12]

## Rezeption
Die Tageszeitung Die Presse lobte den Film als „wunderbare Verfilmung“ von Nöstlingers Roman und Zita Gaier als „die perfekte Besetzung für die schlaue, spitzbübische, trotzige Christine“.
DerStandard.at hingegen kritisierte die Verfilmung als „ein wenig zu unverbindlich und zahm“, schrieb: „Zita Gaier gibt das Mädel als eigensinniges Wesen, nur die Renitenz, den Trotz nimmt man ihr nicht immer ab“ und befand „Unger inszeniert eng an der Vorlage. [...] Szenen zu ausdrücklich zu erzählen kann auch ein Zeichen von zu großem Respekt gegenüber der Vorlage sein.“